# Фиддлерс Грин
Fiddler’s Green (в пер. с англ. — «поляна скрипача») — вымышленное место, где находят последний приют погибшие моряки и солдаты.

## Моряки
Фиддлерс Грин — «Зеленый рай» — то место, куда попадают лишь закалённые духом моряки, прошедшие через любые мыслимые опасности в море, пережившие все трудности и унижения жизни на кораблях. И, когда морской волк «рубит канаты» (уходит в загробную жизнь) он попадает в тихое и мирное место — «моряцкий рай» (плохие моряки отправляются в Рундук Дэви Джонса). В Фиддлерз Грин сбываются все мечты матроса о жизни после выхода в отставку — льётся ром, курится табак, мерцают огнями таверны и полно красивых и доступных женщин.
В романе Фредерика Марриета «Снарлейгоу, или Собака-дьявол» («Приключения собаки»)(1837), также упоминается моряцкий рай: «В зеленом раю, куда попадает настоящий моряк, выполнив свой долг, есть чаши, полные грога, и всё наполнено обещаниями любви и красоты».
Песня Джона Конолли «Fiddlers Green» (1966 г.) очень популярна в Великобритании. В ней поётся о том, что есть место, куда попадают моряки, «если не попадают в ад». Это тихая гавань, где матросы отдыхают, в то время как капитан подносит им чай.
В рассказе, опубликованном в 1832 говорится, что поляна Fiddler’s Green расположена «в девяти милях от жилища Сатаны» На поляну попадают моряки, отслужившие 50 лет. Там всегда в достатке рома и табака.
Например в «Балладе о конвое HX84» есть строки:
«Convoy dispersing» signals say,
they flee like hell from here,
as Jervis Bay steams through the fray
to ram the mighty Scheer.
Poor Jervis Bay has gone below
as though she’d never been,
she’s gone to where good sailors go
for berths in Fiddler’s Green.